# Prabha Rau

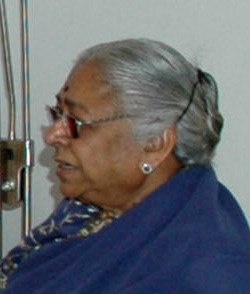
Prabha Rau (2009)

Prabha Rau (* 4. März 1935 in Khandwa; † 26. April 2010 in Delhi) war eine indische Politikerin.

## Leben
Rau studierte Politikwissenschaften und Musikwissenschaften und schloss dieses Studium mit einem Master of Arts ab. Darüber hinaus war sie als Leichtathletin sportlich aktiv und vertrat den Bundesstaat Maharashtra bei den Indischen Meisterschaften in den Disziplinen Weitsprung, Hochsprung, Hürdenlauf, Diskuswurf sowie Sprint.
Ihre politische Laufbahn begann sie 1972, als sie als Kandidatin des Indischen Nationalkongresses (INC) erstmals zum Mitglied der Legislativversammlung von Maharashtra (Maharashtra Vidhan Sabha) gewählt wurde. Später war sie auch Vorsitzende des INC in Maharashtra.
1999 wurde sie zur Abgeordneten des indischen Unterhauses, der Lok Sabha, gewählt und vertrat dort während der 13. Legislaturperiode bis 2004 den Wahlkreis Wardha.
Am 19. Juli 2008 wurde sie als Nachfolgerin von Vishnu Sadashiv Kokje zur Gouverneurin des Bundesstaates Himachal Pradesh ernannt. Als am 1. Dezember 2009 der Gouverneur des Bundesstaates Rajasthan, Shailendra Kumar Singh, verstarb, wurde sie am darauffolgenden Tag zusätzlich Singhs Nachfolgerin.
Nach ihrer Vereidigung am 25. Januar 2010 als Gouverneurin von Rajasthan übergab sie noch am selben Tag das Amt der Gouverneurin von Himachal Pradesh an Urmila Singh. Das Amt der Gouverneurin von Rajasthan übte sie bis zu ihrem Tod durch einen Herzinfarkt am 26. April 2010 aus.